# Puntate di Acquari di famiglia

## Elenco episodi

### Stagione 1 (2011)
| N° | Titolo originale         | Titolo italiano          | Prima TV USA      | Prima TV ITA    |
| -- | ------------------------ | ------------------------ | ----------------- | --------------- |
| 1  | Brett Takes a Dive       | Brett si butta           | 7 agosto 2011     | 11 gennaio 2012 |
| 2  | Swimming with the Sharks | A mollo con gli squali   | 19 agosto 2011    |                 |
| 3  | Rules of Engagement      | Regole d'ingaggio        | 26 agosto 2011    |                 |
| 4  | Be Cool                  | Stai calmo               | 2 settembre 2011  |                 |
| 5  | Good Karma               | Tutta questione di karma | 9 settembre 2011  |                 |
| 6  | Tricks of the Trade      | I trucchi del mestiere   | 16 settembre 2011 |                 |

### Stagione 2 (2012)
| N° | Titolo originale          | Titolo italiano        | Prima TV USA | Prima TV ITA |
| -- | ------------------------- | ---------------------- | ------------ | ------------ |
| 1  | Fish Out of Water         | Fuori dall'acqua       |              | 2013         |
| 2  | Old School vs. New School | Vecchia e nuova scuola |              |              |
| 3  | Serenity Now              | Serenità               |              |              |
| 4  | Roll With It              |                        |              |              |
| 5  | Tanks for the Memories    | Ricordi                |              |              |
| 6  | Polar Opposites           | Opposti                |              |              |
| 7  | Most Challenging Tanks    | Grandi sfide           |              |              |
| 8  | Where the Wild Things Are |                        |              |              |

### Stagione 3 (2012)
| N° | Titolo originale                 | Titolo italiano | Prima TV USA      | Prima TV ITA |
| -- | -------------------------------- | --------------- | ----------------- | ------------ |
| 1  | We're Gonna Need a Bigger Tank   |                 | 11 agosto 2012    |              |
| 2  | For Love of the Game...Or Money? |                 | 18 agosto 2012    |              |
| 3  | Flying High and Sinking Deep     |                 | 25 agosto 2012    |              |
| 4  | Nuclear Family                   |                 | 8 settembre 2012  |              |
| 5  | Love is an Illusion              |                 | 15 settembre 2012 |              |
| 6  | On the Road Again                |                 | 22 settembre 2012 |              |
| 7  | Midwest Zest                     |                 | 17 novembre 2012  |              |

### Stagione 4 (2013)
| N° | Titolo originale               | Titolo italiano | Prima TV USA   | Prima TV ITA |
| -- | ------------------------------ | --------------- | -------------- | ------------ |
| 1  | Pranks and Dranks!             |                 | 22 marzo 2013  |              |
| 2  | Learn to Love or Love to Learn |                 | 29 marzo 2013  |              |
| 3  | Groovy Sarcophagus, Man        |                 | 5 aprile 2013  |              |
| 4  | Tip of the Hat to the Devils   |                 | 12 aprile 2013 |              |
| 5  | Spin the Bottles               |                 | 19 aprile 2013 |              |
| 6  | A Guide Light to Fitness       |                 | 26 aprile 2013 |              |
| 7  | Nigiri and the NBA             |                 | 3 maggio 2013  |              |
| 8  | Fermenting Donuts              |                 | 10 maggio 2013 |              |
| 9  | A Healthy Dose of ATM          |                 | 17 maggio 2013 |              |
| 10 | Jurassic Campground            |                 | 31 maggio 2013 |              |
| 11 | Popcorn on the High Seas       |                 | 7 giugno 2013  |              |

### Stagione 5 (2013)
| N° | Titolo originale                                                         | Titolo italiano | Prima TV USA      | Prima TV ITA |
| -- | ------------------------------------------------------------------------ | --------------- | ----------------- | ------------ |
| 1  | Sweet Memories                                                           |                 | 2 agosto 2013     |              |
| 2  | Just What the Doctor Ordered                                             |                 | 9 agosto 2013     |              |
| 3  | Smiling is the Best Medicine                                             |                 | 16 agosto 2013    |              |
| 4  | "Lifestyles of the Fish & Famous Tanked Celebrity Edition (as broadcast) |                 | 23 agosto 2013    |              |
| 5  | Brace Yourself for Employee of the Month                                 |                 | 6 settembre 2013  |              |
| 6  | Tricks and Trees                                                         |                 | 13 settembre 2013 |              |

### Stagione 6 (2013)
| N° | Titolo originale                  | Titolo italiano | Prima TV USA     | Prima TV ITA |
| -- | --------------------------------- | --------------- | ---------------- | ------------ |
| 1  | Rock 'n Roll Eruption!            |                 | 1 novembre 2013  |              |
| 2  | Legal Vending Machine             |                 | 8 novembre 2013  |              |
| 3  | Tracy and his Octopus             |                 | 15 novembre 2013 |              |
| 4  | Crazy Client Requests             |                 | 22 novembre 2013 |              |
| 5  | Betty White's Got an App for That |                 | 29 novembre 2013 |              |
| 6  | Tanked for the Holidays           |                 | 12 dicembre 2013 |              |

### Stagione 7 (2014)
| N° | Titolo originale                    | Titolo italiano | Prima TV USA   | Prima TV ITA |
| -- | ----------------------------------- | --------------- | -------------- | ------------ |
| 1  | Driving New Business                |                 | 7 marzo 2014   |              |
| 2  | NASCAR and Baseball Champions Tanks |                 | 14 marzo 2014  |              |
| 3  | Tanks on Tap                        |                 | 21 marzo 2014  |              |
| 4  | Tank This                           |                 | 28 marzo 2014  |              |
| 5  | Give a Dog a Phone                  |                 | 4 aprile 2014  |              |
| 6  | Hang Ten Barbeque                   |                 | 11 aprile 2014 |              |
| 7  | Playing Favorites                   |                 | 18 aprile 2014 |              |
| 8  | Dining With the Fishes              |                 | 25 aprile 2014 |              |
| 9  | Making History                      |                 | 2 maggio 2014  |              |
| 10 | Shark Buffet                        |                 | 9 maggio 2014  |              |
| 11 | The Winds of Trade                  |                 | 16 maggio 2014 |              |

### Stagione 8 (2014-2015)
| N° | Titolo originale                   | Titolo italiano      | Prima TV USA      | Prima TV ITA |
| -- | ---------------------------------- | -------------------- | ----------------- | ------------ |
| 1  | SHAQ-SIZED                         |                      | 19 settembre 2014 |              |
| 2  | Pete Rose Scores a Tank            | Pete Rose            | 26 settembre 2014 |              |
| 3  | Channeling the Long Island Medium  |                      | 3 ottobre 2014    |              |
| 4  | Medievil Protection                |                      | 10 ottobre 2014   |              |
| 5  | The Pirate Queen                   | La regina dei pirati | 17 ottobre 2014   |              |
| 6  | Pipe Dreams                        |                      | 24 ottobre 2014   |              |
| 7  | The Purr-fect Tank                 |                      | 31 ottobre 2014   |              |
| 8  | Fish-a-Palooza                     |                      | 7 novembre 2014   |              |
| 9  | Saved by the Spell                 | Il videogioco        | 14 novembre 2014  |              |
| 10 | Wilmer Valderrana                  |                      | 21 novembre 2014  |              |
| 11 | Tank You Come Again!               |                      | 28 novembre 2014  |              |
| 12 | Tanked Again for the Holidays      |                      | 5 dicembre 2014   |              |
| 13 | Holiday Special                    |                      | 19 dicembre 2014  |              |
| 14 | When the Moon(shine) Hits Your Eye |                      | 16 gennaio 2015   |              |

### Stagione 9 (2015-2016)
| N° | Titolo originale                      | Titolo italiano      | Prima TV USA      | Prima TV ITA    |
| -- | ------------------------------------- | -------------------- | ----------------- | --------------- |
| 1  | Howie Mandel is the Brains Behind ATM | Howie Mandel         | 29 maggio 2015    |                 |
| 2  | Dwight Howard's Slithering Slam Dunk  |                      | 5 giugno 2015     |                 |
| 3  | Gabriel Iglesias' Fluffy Tank         |                      | 12 giugno 2015    |                 |
| 4  | Marshawn Lynch Goes Beast Mode        |                      | 19 giugno 2015    |                 |
| 5  | Jeff Dunham's Tank for Dummies        |                      | 26 giugno 2015    |                 |
| 6  | Hoff the Charts                       |                      | 18 settembre 2015 |                 |
| 7  | Penn & Teller Monkey Magic            | Penn & Teller        | 25 settembre 2015 |                 |
| 8  | Sherri Shepherd on the Rocks          |                      | 2 ottobre 2015    |                 |
| 9  | Bill Engvall: Here's Your Tank!       | Bill Engvall         | 9 ottobre 2015    | 15 gennaio 2019 |
| 10 | Tanks and Roses                       | Aquari N' Roses      | 23 ottobre 2015   | 14 gennaio 2019 |
| 11 | Boyz II Men to ATM                    | I Boyz II Men        | 30 ottobre 2015   | 16 gennaio 2019 |
| 12 | NBA Wizardry                          | La magia dell'NBA    | 6 novembre 2015   | 15 gennaio 2019 |
| 13 | Chicago Bull Boom Box                 | I Chicago Bulls      | 13 novembre 2015  | 16 gennaio 2019 |
| 14 | Shaq-A-Tank!                          | Shaquille O'Neal     | 20 novembre 2015  | 14 gennaio 2019 |
| 15 | Holiday Madness                       | Follia delle vacanze | 25 dicembre 2015  | 17 gennaio 2019 |
| 16 | Flashback to the First                |                      | 1 gennaio 2016    |                 |

### Stagione 10 (2016)
| N° | Titolo originale                         | Titolo italiano            | Prima TV USA   | Prima TV ITA    |
| -- | ---------------------------------------- | -------------------------- | -------------- | --------------- |
| 1  | 100 Episodes Strong                      | 100 avventure!             | 15 aprile 2016 | 17 gennaio 2019 |
| 2  | Johnny Damon is Expecting the Unexpected | Johnny Damon               | 22 aprile 2016 | 21 gennaio 2019 |
| 3  | Nick Carter Wants His Tank That Way      | Nick Carter                | 29 aprile 2016 | 22 gennaio 2019 |
| 4  | Prince Fielder's Big Hit                 | Prince Fielder             | 6 maggio 2016  | 18 gennaio 2019 |
| 5  | 2 Chainz, 1 Tank                         | 2 Chainz                   | 13 maggio 2016 | 23 gennaio 2019 |
| 6  | Prince Royce's Royal Tank                | Prince Royce               | 3 giugno 2016  | 24 gennaio 2019 |
| 7  | Imaginarium Aquarium                     | Imaginarium Science Centre | 10 giugno 2016 | 26 gennaio 2019 |
| 8  | Bellagio Makeover                        |                            | 17 giugno 2016 |                 |
| 9  | Party Rockin' Tank                       |                            | 24 giugno 2016 |                 |
| 10 | Internet Tank Sensation                  | Roman Atwood               | 1 luglio 2016  | 26 gennaio 2019 |

### Stagione 11 (2016)
| N° | Titolo originale                | Titolo italiano         | Prima TV USA      | Prima TV ITA     |
| -- | ------------------------------- | ----------------------- | ----------------- | ---------------- |
| 1  | Fish Flop Hip Hop               |                         | 23 settembre 2016 |                  |
| 2  | Fish City, Kid                  | Pesca in città          | 30 settembre 2016 | 10 febbraio 2019 |
| 3  | Real Aquariums of Beverly Hills | Acquari a Beverly Hills | 7 ottobre 2016    | 16 febbraio 2019 |
| 4  | DJ of Dragons                   | Il DJ dei draghi        | 14 ottobre 2016   | 10 febbraio 2019 |
| 5  | Country Superstar Surprise!     |                         | 21 ottobre 2016   |                  |
| 6  | Nacho Average Fish Tanks        | Scorpioni               | 28 ottobre 2016   | 3 marzo 2019     |
| 7  | Going for the Gold(fish)        | Canestro!               | 4 novembre 2016   | 16 febbraio 2019 |
| 8  | The Miami Heat is On!           | A Miami                 | 11 novembre 2016  | 3 marzo 2019     |
| 9  | Thumbs Up!                      |                         | 18 novembre 2016  |                  |

### Episodi speciali (2016-2017)
| N° | Titolo originale                       | Titolo italiano | Prima TV USA     | Prima TV ITA |
| -- | -------------------------------------- | --------------- | ---------------- | ------------ |
| 1  | Tanks for the Help                     |                 | 9 dicembre 2016  |              |
| 2  | Sea-Lebrity Edition: Trickster Tanks   |                 | 16 dicembre 2016 |              |
| 3  | We Fish You a Merry Christmas          |                 | 16 dicembre 2016 |              |
| 4  | Merry Fishmas: Tanks of Christmas Past |                 | 25 dicembre 2016 |              |
| 5  | Not-So-Freshwater Tank                 |                 | 17 febbraio 2017 |              |
| 6  | Fish Out of Water                      |                 | 24 febbraio 2017 |              |
| 7  | Nightmare Tanks                        |                 | 3 marzo 2017     |              |
| 8  | Tanks Again For The Help               |                 | 10 marzo 2017    |              |

### Stagione 12 (2017)
| N° | Titolo originale                    | Titolo italiano | Prima TV USA   | Prima TV ITA |
| -- | ----------------------------------- | --------------- | -------------- | ------------ |
| 1  | Tank of Jericho                     | Chris Jericho   | 21 aprile 2017 | 2 marzo 2019 |
| 2  | Kevin Smith's Tortally Awesome Tank |                 | 28 aprile 2017 |              |
| 3  | Shark Byte                          |                 | 5 maggio 2017  |              |
| 4  | Alyssa's Charmed Tank               |                 | 12 maggio 2017 |              |
| 5  | Sweet Tank O' Mine                  |                 | 19 maggio 2017 |              |
| 6  | Ty Dolla's Fresh Tank               |                 | 2 giugno 2017  |              |
| 7  | Panama City Beach Tank              |                 | 9 giugno 2017  |              |
| 8  | Wyclef's Tank Is Ready, or Not?     |                 | 16 giugno 2017 |              |
| 9  | Spin Cycle Spec-Tank-ular!          |                 | 23 giugno 2017 |              |
| 10 | Extreme Pond Off! Wayde vs. Brett   |                 | 30 giugno 2017 |              |

### Stagione 13 (2017)
| N° | Titolo originale                    | Titolo italiano | Prima TV USA     | Prima TV ITA |
| -- | ----------------------------------- | --------------- | ---------------- | ------------ |
| 1  | Antonio Brown's Touchdown Tank      |                 | 6 ottobre 2017   |              |
| 2  | San Francisco Giants Tank           |                 | 13 ottobre 2017  |              |
| 3  | Dwight Howard's Slamming Snake Tank |                 | 20 ottobre 2017  |              |
| 4  | Adrian Peterson's MVP Tank          |                 | 3 novembre 2017  |              |
| 5  | Shark Tank in The Shark Tank        |                 | 10 novembre 2017 |              |
| 6  | Tanked in Sonoma                    |                 | 17 novembre 2017 |              |
| 7  | Anthony Davis' High Brow Tank       |                 | 24 novembre 2017 |              |
| 8  | The Tank of Atlantis                |                 | 1º dicembre 2017 |              |
| 9  | This Tank Is Ludacis                |                 | 8 dicembre 2017  |              |
| 10 | Napping with the Fishes             |                 | 15 dicembre 2017 |              |

### Stagione 14 (2018)
| N° | Titolo originale               | Titolo italiano | Prima TV USA   | Prima TV ITA |
| -- | ------------------------------ | --------------- | -------------- | ------------ |
| 1  | "Keyshia Cole's Dream Tank     |                 | 31 marzo 2018  |              |
| 2  | Brett's Donut Mania Tank       |                 | 7 aprile 2018  |              |
| 3  | Triple Tank Throwdown!         |                 | 14 aprile 2018 |              |
| 4  | Fernando Vargas’ Knockout Tank |                 | 21 aprile 2018 |              |
| 5  | Mel's Drive In Tank            |                 | 27 aprile 2018 |              |
| 6  | Howie Mandel's Surprise Tank   |                 | 4 maggio 2018  |              |
| 7  | Gangster Tank                  |                 | 11 maggio 2018 |              |
| 8  | The Amazing Piano Tank         |                 | 18 maggio 2018 |              |
| 9  | The Fast and the Fishiest      |                 | 25 maggio 2018 |              |
| 10 | Kurt Busch's TANK-A-DEGA 500   |                 | 1 giugno 2018  |              |
| 11 | The Dunk Tanks                 |                 | 8 giugno 2018  |              |

### Stagione 15 (2018)
| N° | Titolo originale                                  | Titolo italiano        | Prima TV USA     | Prima TV Italia |
| -- | ------------------------------------------------- | ---------------------- | ---------------- | --------------- |
| 1  | The Wonderful Dr. Oz Tank                         | Il dottor Oz           | 2 novembre 2018  |                 |
| 2  | Wildfire Rescue Tribute Tank                      | A Santa Rosa           | 2 novembre 2018  |                 |
| 3  | DeMarcus Cousins and a Snake Tank                 | I serpenti             | 9 novembre 2018  |                 |
| 4  | Be Cool                                           | Urijah Faber           | 16 novembre 2018 |                 |
| 5  | All in The Ocean                                  | Nell'oceano            | 23 novembre 2018 |                 |
| 6  | Clay Matthews' Green Bay Eel Tank                 | Clay Matthews          | 30 novembre 2018 |                 |
| 7  | Healing Garden Waterfall                          | Il giardino            | 7 dicembre 2018  |                 |
| 8  | A Merry Fishy Christmas                           | Natale in acqua        | 14 dicembre 2018 |                 |
| 9  | Tracy Morgans Giant Shark Tank Under Construction | Tracy Morgan. 1ª parte | 14 dicembre 2018 |                 |
| 10 | Tracy Morgan's Giant Shark Tank Revealed!         | Tracy Morgan. 2ª parte | 28 dicembre 2018 |                 |